# Ratz
Ratz é uma série de desenho animado francesa que foi produzida pela companhia de animação francesa Xilam com uma parceria com a produtora canadense Tooncan. No Brasil, a série foi exibida pelo Cartoon Network. Em Portugal, a série foi exibida pelo Panda Biggs.

## Sinopse
A série conta a história sobre dois ratos chamados de Razmo e Rapido que moram em um navio que está carregado de queijo, os dois ratos estão sempre planejando tentar comer o queijo, embora nunca consigam pega-lo, aprontam as maiores confusões com o capitão do navio e os seus dois ajudantes que são um cozinheiro chinês chamado Benny e a russa Svetlana.

## Personagens

### Rapido
Rapido é o melhor amigo de Razmo, apesar de ser menos inteligente do que seu amigo, ele sempre se acha o melhor entre os dois, está na maioria das vezes correndo com o ser Ratinete, um aparelho voador que Razmo inventou para poder fugir dos tripulantes do navio.

### Razmo
Razmo mora junto com seu amigo Rapido, ele é muito inteligente, está sempre inventando aparelhos eletrônicos que ajudam os dois a tentar pegar e comer os queijos. Sua maior invenção foi o Ratinete.